# St.-Sigismund-Kapelle (Oberwittighausen)

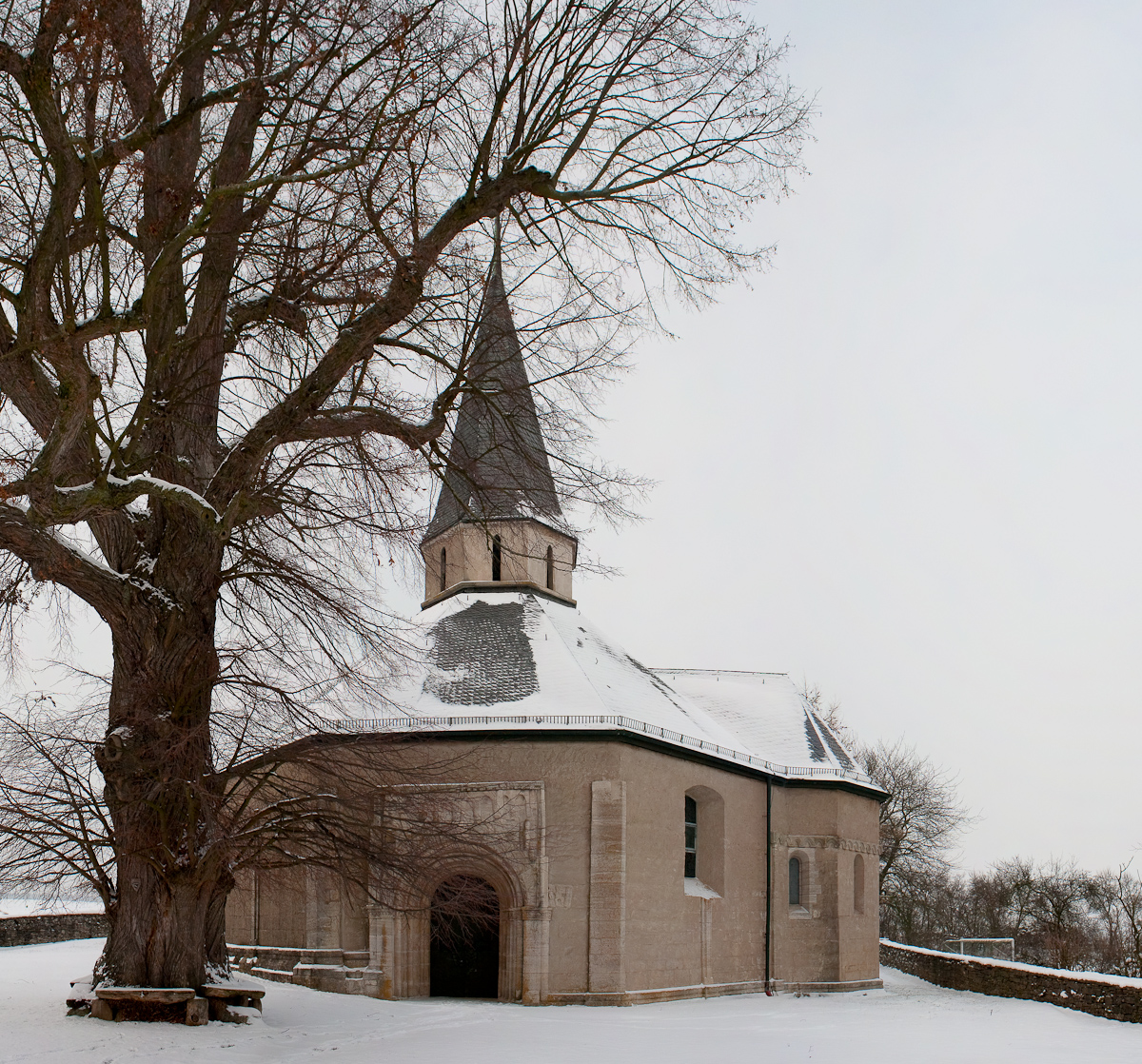
St. Sigismund-Kapelle

Die römisch-katholische St.-Sigismund-Kapelle in Oberwittighausen, einem Ortsteil der Gemeinde Wittighausen im Main-Tauber-Kreis, wurde im 12. Jahrhundert errichtet.

## Geschichte
Die St.-Sigismund-Kapelle wurde im 12. Jahrhundert erbaut und gehört damit zu den ältesten Sakralbauten im Main-Tauber-Kreis. Die Kapelle gehört heute zur Seelsorgeeinheit Grünsfeld-Wittighausen, die dem Dekanat Tauberbischofsheim des Erzbistums Freiburg zugeordnet ist.

## Kirchenbau und Ausstattung
Die St.-Sigismund-Kapelle wurde im romanischen Stil erbaut. Das Gebäude ist ähnlich der St.-Achiatus-Kapelle in Grünsfeldhausen und der Michaelskapelle in Gaurettersheim, welche heute nicht mehr existiert, ein oktogonaler Zentralbau.

## Galerie

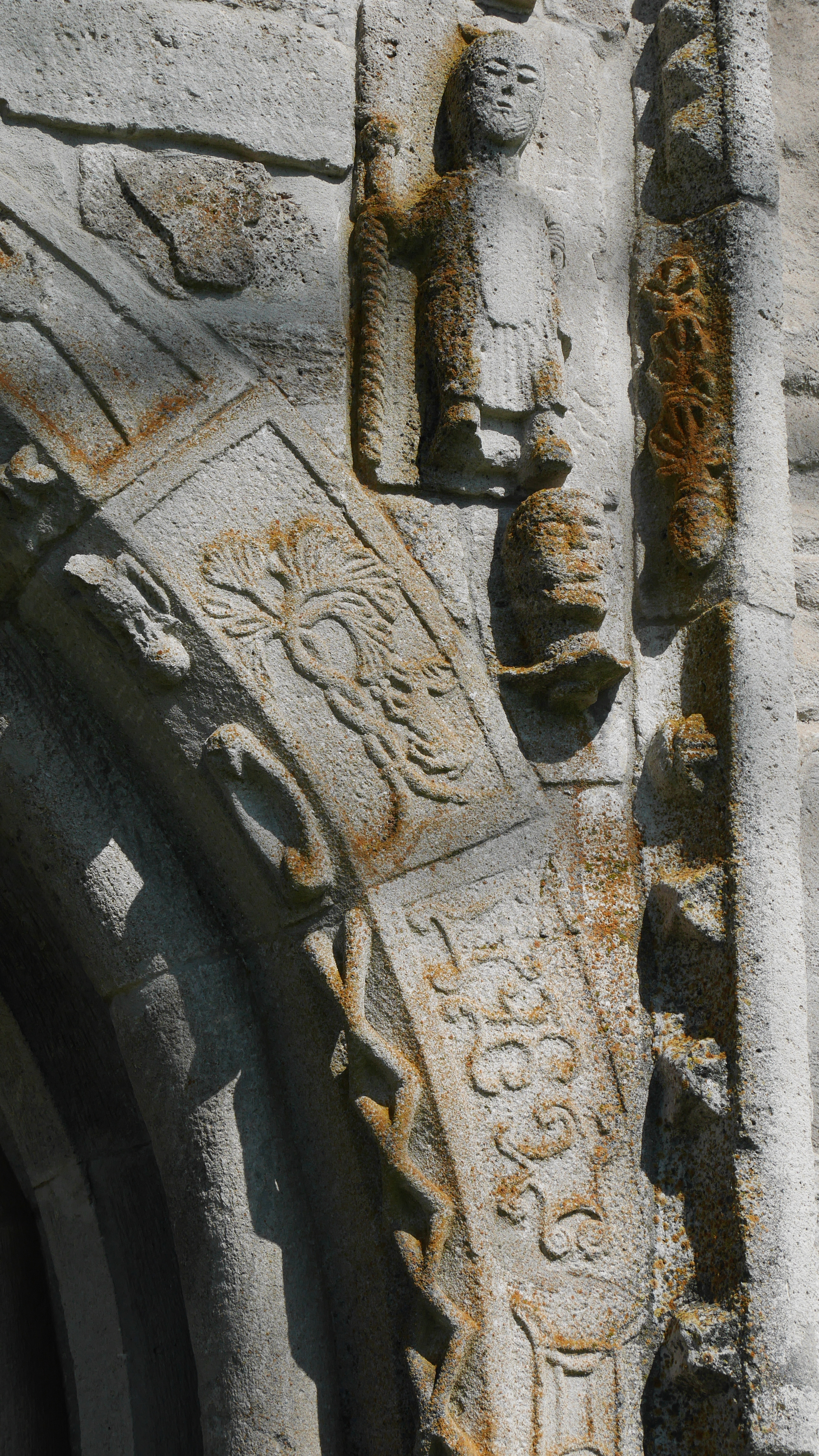
Baum
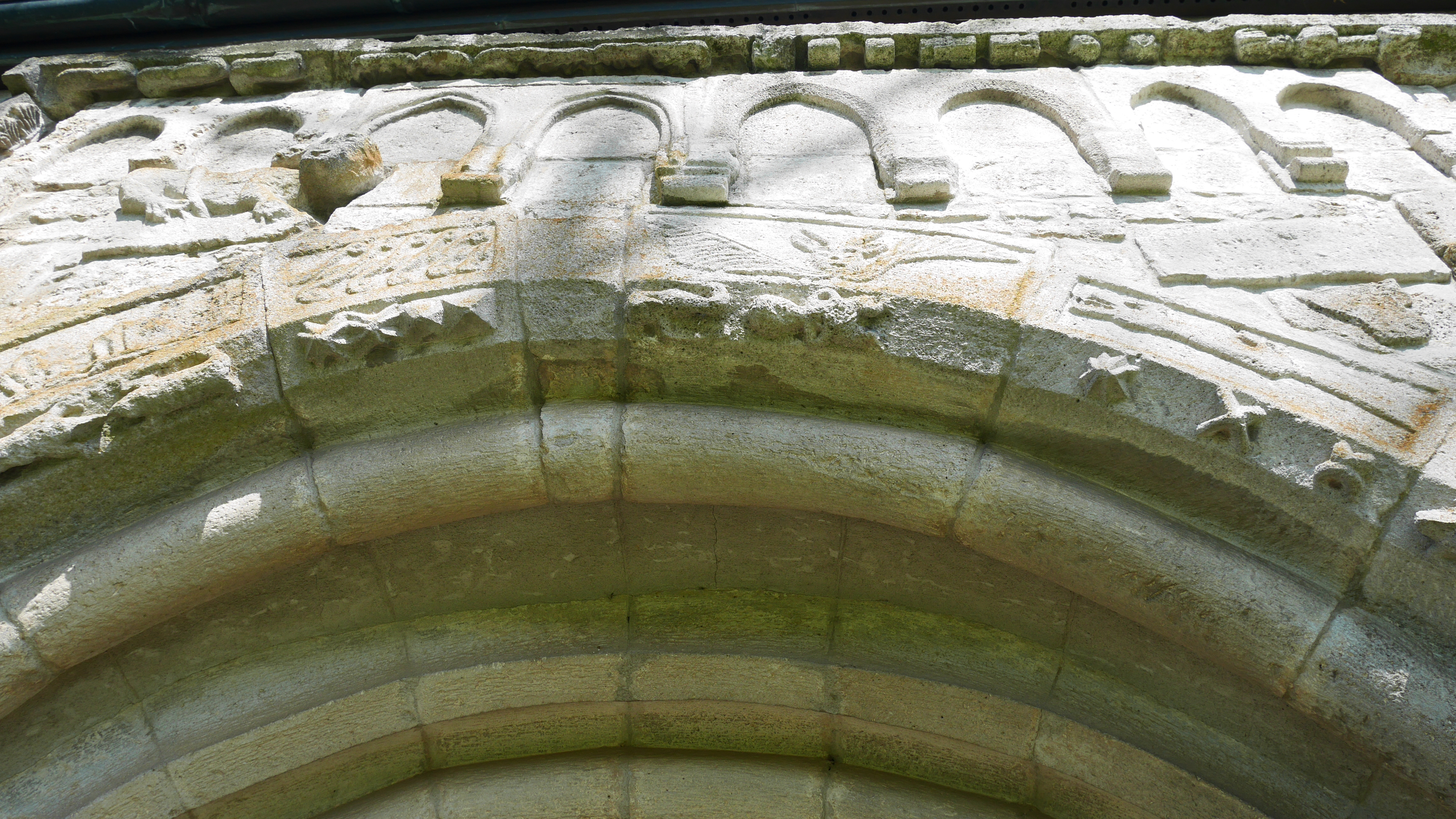
Lisenen

## Die Hammerwurflegende
Durch den sich sehr ähnelnden Aufbau und die nahezu identischen Entfernungen der drei Kapellen entstand im Volksmund die „Hammerwurflegende“. Demnach soll ein Riese der Bauherr dieser Kapellen sein und nach Vollendung der ersten einen Hammer geworfen haben. An dessen Fundstelle soll er die nächste Kapelle errichtet haben.